# Sterictopsis inconsequens
Sterictopsis inconsequens är en fjärilsart som beskrevs av W. Warren 1898. Sterictopsis inconsequens ingår i släktet Sterictopsis och familjen mätare. Inga underarter finns listade i Catalogue of Life.